# Dimitrana Ivanova
Dimitrana Ivanova, prenome Petrova (em búlgaro:  Димитрана Иванова, 1 de fevereiro de 1881 – 29 de maio de 1960), foi uma reformista educativa, sufragista e activista dos direitos das mulheres búlgara. Presidiu a União de Mulheres de 1926 a 1944.